# Thalaina selenaea
Espèce
Thalaina selenaea est une espèce d'insectes lépidoptères de la famille des Geometridae, endémique au sud-est de l'Australie. On le trouve en Nouvelle-Galles du Sud, Victoria et en Tasmanie.
Il a une envergure de 50 mm. Selon les endroits, il est plus abondant en automne (avril)
Sa larve vit sur Acacia melanoxylon et Acacia dealbata.

## Galerie

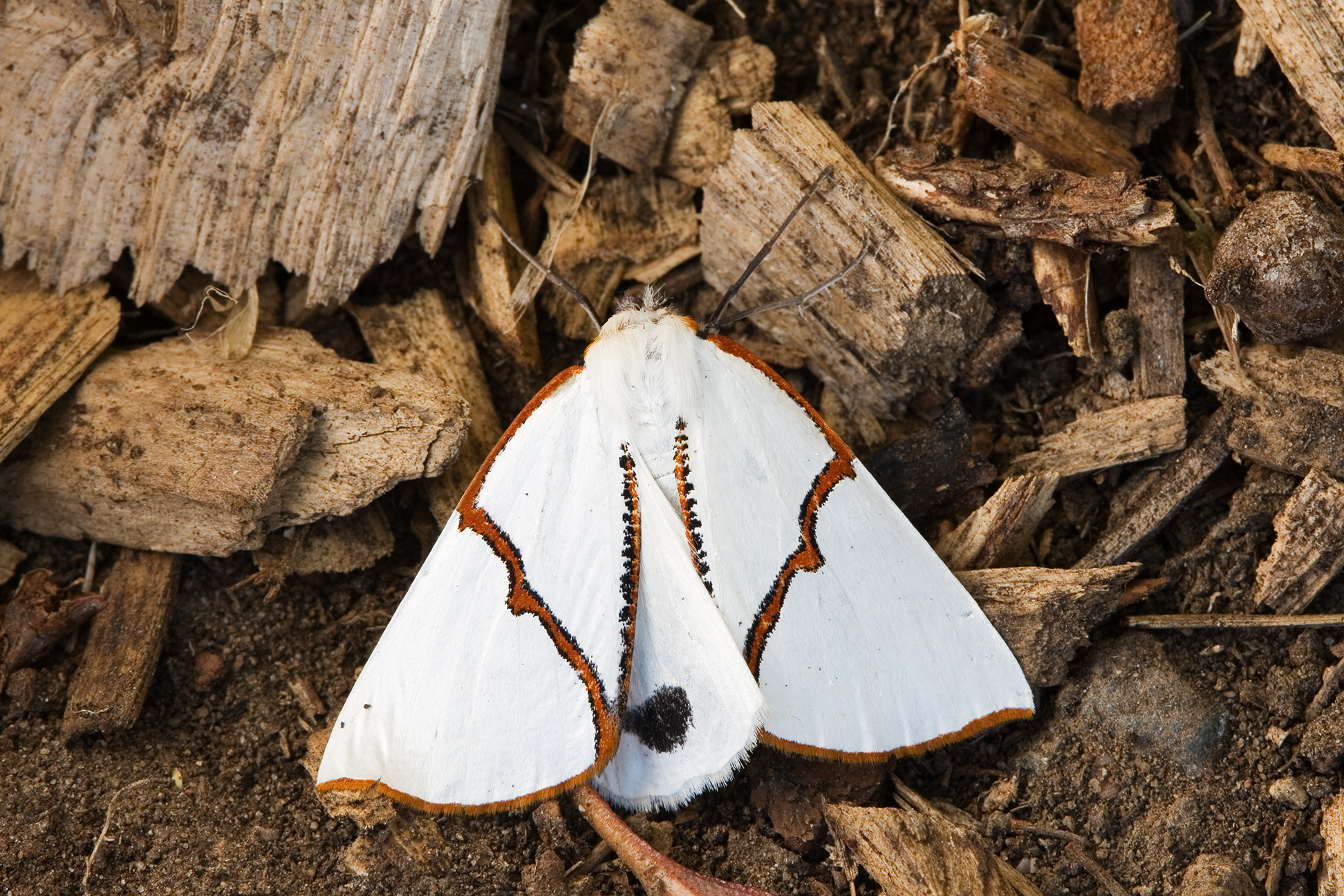